# 迪里孔

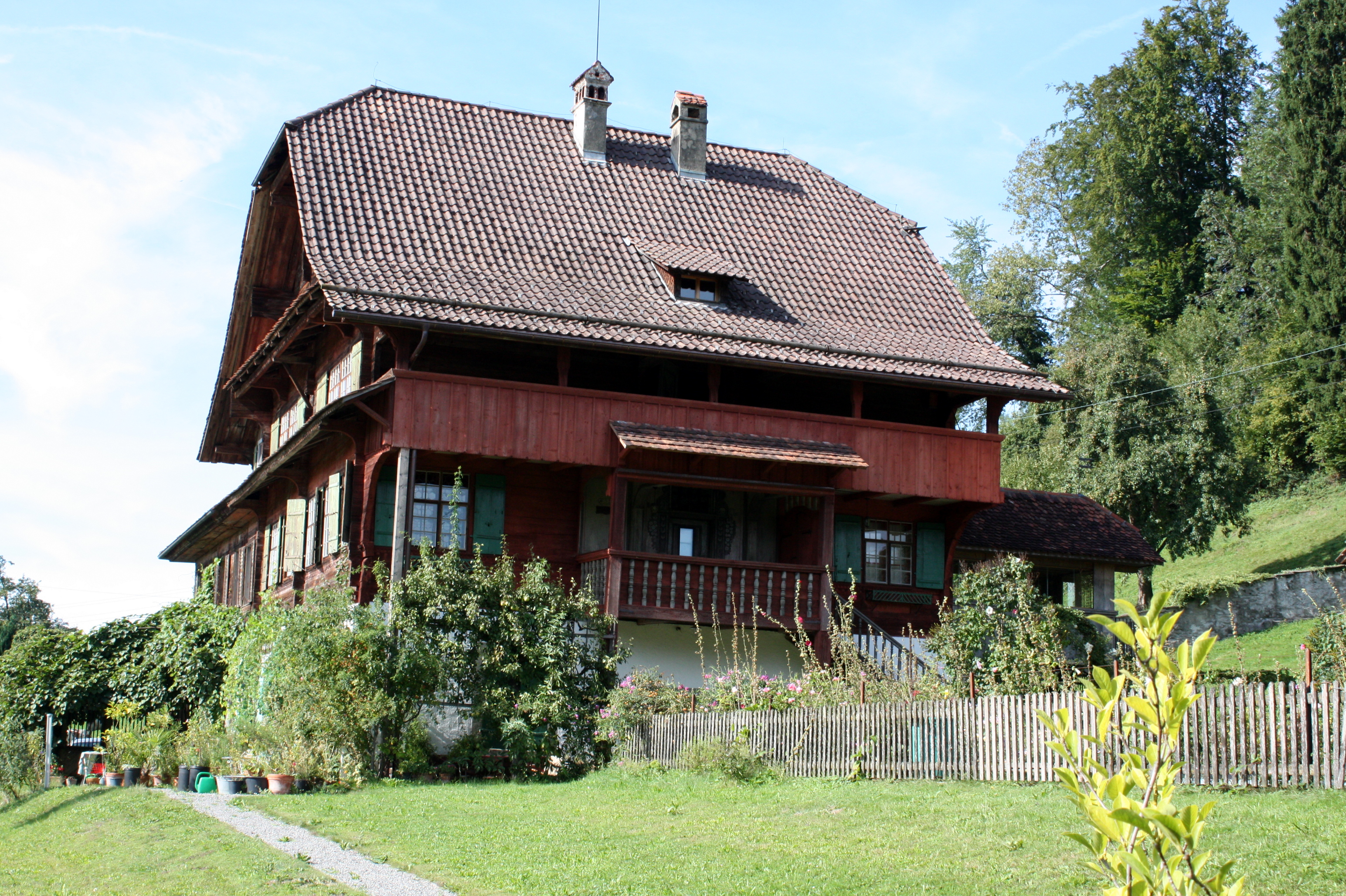

迪里孔是瑞士的城鎮，位於該國中部，由琉森州負責管轄，面積2.78平方公里，六成土地是農業用地，海拔高度432米，2011年人口1,448，人口密度每平方公里521人。